# Peney
Pour les articles homonymes, voir Peney (homonymie).
Peney est un hameau de la commune de Satigny, dans le canton de Genève, en Suisse.

## Géographie
Peney est un hameau de la commune de Satigny, situé sur la rive droite du Rhône. Il est divisé en deux quartiers : Peney-Dessus, qui s'étend sur une surface de 0,035 km2, et Peney-Dessous, sur 0,117 km2.

## Toponymie
La première occurrence écrite du nom du hameau date de 1258, sous la forme de Pineyum/Pyneyum,. On trouve par la suite les formes suivantes : Castrum Pineti (1261), Piney (1291), Pinay (1307), Pignetum (1538).
Le nom du hameau provient du latin pīnētum, qui désigne une pinède ou une forêt de sapins,. 

## Population

### Gentilé
Les habitants du hameau se nomment les Peneysans.

### Démographie
Le hameau compte 12 feux, en 1518, et 179 habitants, en 2008. 

## Histoire
Un trésor monétaire enfoui au bord du Rhône témoigne de l'occupation du site à l'époque burgonde (du IIIe s.-420 apr. J.-C.). Jusqu'au XIIe s., la région de Peney est sous la souveraineté du comte de Genève et plus directement de ses vassaux, les seigneurs de Gex. Au début du XIIe s., l'évêque de Genève étend sa suzeraineté sur Peney et les autres localités de la terre de Mortier, qui formeront dès lors le mandement de Peney, du nom du château qui en est le centre administratif et judiciaire. La construction de ce château par l'évêque Aymon de Grandson dans la première moitié du XIIIe s. ainsi que la fortification du bourg provoquent rapidement des conflits avec les seigneurs de Gex, jusqu'à ce que Simon de Joinville confirme en 1261 les droits de l'évêque sur la rive droite du Rhône. Une communauté d'habitants est attestée à Peney dès 1305. L'évêque accorde des franchises aux hommes de Peney comme à ceux des deux autres mandements épiscopaux (Jussy et Thiez) dès 1469. 
Au XIVe s., le mandement de Peney est le théâtre des guerres entre les comtes de Genève et de Savoie, qui confirment la souveraineté savoyarde sur le Pays de Gex. En 1534, le château de Peney sert de retraite aux partisans de l'évêque et du duc de Savoie (désormais appelés Peneysans) au moment des troubles de la Réforme. Pris par les protestants, le château est démoli en 1536 et le mandement soumis à la seigneurie de Genève. Celle-ci installe un châtelain chargé de rendre la justice civile, de l'instruction des causes pénales, et de prélever les impôts. Les habitants des mandements deviennent sujets de la seigneurie de Genève jusqu'en 1792. Une partie du territoire de Peney est inféodée à la famille Turrettini (Château des Bois). Lors de la création de la commune de Satigny en 1798, Peney y est rattaché. Coté spirituel, Peney est au Moyen Age le siège d'une paroisse dont l'église, citée depuis 1275, était dédiée à la Vierge; à la Réforme, Peney passe à la paroisse de Satigny avec Bourdigny et Peissy. En 1749, on édifie un temple sur les ruines de l'église paroissiale. 
La vigne, cultivée sur les coteaux du mandement depuis le XIe s., reste la principale activité de la région. Une gravière est exploitée depuis le XIXe s. Un bac sur le Rhône reliait Peney-Dessous à Aire-la-Ville. Un pont suspendu construit en 1852 s'effondra lors d'un essai en 1853. Il fut remplacé par un pont en fer en 1858. Au début du XXIe s., les habitants de Peney travaillent le plus souvent à Genève.

### Chasses au sorcières
En  1497 et en 1530 ont lieu des chasses aux sorcières  qui aboutissent à des condamnations au bûcher. Les personnes accusées étaient détenues au Château de Peney.